# Stanisław Gawęda
Stanisław Gawęda ps. „Zagończyk”, „Kowalski” (ur. 16 lutego 1914 w Śledziejowicach, zm. 30 marca 1994 w Wieliczce) – polski historyk, nauczyciel gimnazjalny i akademicki, profesor nadzwyczajny Uniwersytetu Jagiellońskiego, uczestnik kampanii wrześniowej, członek Organizacji Orła Białego, żołnierz Batalionów Chłopskich i Armii Krajowej.

## Życiorys
Stanisław Gawęda był synem Andrzeja, górnika w kopalni soli w Wieliczce oraz Anny Karamon. W 1933 roku ukończył wielickie Gimnazjum im. Jana Matejki, w 1937 roku studia historyczne na Wydziale Filozoficznym Uniwersytetu Jagiellońskiego, uzyskując dyplom nauczyciela szkół średnich. Uczył w swoim macierzystym gimnazjum w Wieliczce.
We wrześniu 1939 roku wziął udział w walkach jako dowódca plutonu w 20 pułku piechoty, w stopniu plutonowego podchorążego. Został wzięty do niewoli niemieckiej, pod koniec września uciekł i przedostał się do rodzinnej miejscowości. W listopadzie wstąpił do Organizacji Orła Białego, po jej rozwiązaniu działał w strukturach Batalionów Chłopskich i Armii Krajowej. Od 1941 roku brał udział w tajnym nauczaniu, w 1943 roku został przewodniczącym konspiracyjnej Powiatowej Komisji Oświaty i Kultury w powiecie krakowskim. Należał również do Tajnej Organizacji Nauczycielskiej. Aresztowany w grudniu 1944 roku, podczas przeprowadzania tajnego egzaminu maturalnego, był więziony na Montelupich do wyzwolenia Krakowa. Inwigilowany przez Urząd Bezpieczeństwa, przez pewien czas ukrywał się.
W 1950 roku został pracownikiem naukowym Uniwersytetu Jagiellońskiego, w 1982 roku profesorem nadzwyczajnym. Był autorem licznych publikacji naukowych, w tym:
- Międzynarodowe powiązania Uniwersytetu Krakowskiego w dobie Kopernika;
- Uniwersytet Jagielloński w okresie II wojny światowej: 1939-1945.

Współredagował pracę zbiorową Wieliczka - dzieje miasta, publikował między innymi w „Zeszytach Historycznych”. Był członkiem Głównej Komisji Badania Zbrodni Hitlerowskich w Polsce.
Został odznaczony między innymi: Krzyżem Walecznych, Złotym Krzyżem Zasługi z Mieczami, Krzyżem Partyzanckim, medalem „Za udział w wojnie obronnej 1939”, Medalem Zwycięstwa i Wolności, Odznaką ZNP „Za tajne nauczanie”.
Zmarł w 1994 roku w Wieliczce i został pochowany na miejscowym cmentarzu komunalnym.